# Гуморальная регуляция
Гуморальная регуляция — один из эволюционно ранних механизмов регуляции процессов жизнедеятельности в организме, осуществляемый через жидкие среды организма (кровь, лимфу, тканевую жидкость, слюну) с помощью гормонов, выделяемых клетками, органами, тканями. У высокоразвитых животных, включая человека, гуморальная регуляция подчинена нервной регуляции и составляет совместно с ней единую систему нейрогуморальной регуляции. Продукты обмена веществ действуют не только непосредственно на эффекторные органы, но и на окончания чувствительных нервов (хеморецепторы) и нервные центры, вызывая гуморальным или рефлекторным путём те или иные реакции. Так, если в результате усиленной физической работы в крови увеличивается содержание CO2 (углекислый газ), то это вызывает возбуждение дыхательного центра, что ведёт к усилению дыхания и выведению из организма излишков CO2. Гуморальная передача нервных импульсов химическими веществами, то есть медиаторами, осуществляется в центральной и периферической нервной системе. Наряду с гормонами важную роль в гуморальной регуляции играют продукты промежуточного обмена.
Биологическая активность жидких сред организма обусловлена соотношением содержания катехоламинов (адреналина и норадреналина, их предшественников и продуктов распада), ацетилхолина, гистамина, серотонина и других биогенных аминов, некоторых полипептидов и аминокислот, состоянием ферментных систем, присутствием активаторов и ингибиторов, содержанием ионов, микроэлементов и т. д. Учение о гуморальной регуляции разработано рядом отечественных (В. Я. Данилевский, А. Ф. Самойлов, К. М. Быков, Л. С. Штерн и др.) и зарубежных учёных (австрийского — О. Лёви, американского — У. Кеннон и др).